# Uran-radiová rozpadová řada

Uranová rozpadová řada

Uran-radiová rozpadová řada je jedna ze čtyř základních rozpadových řad, které popisují průběh jaderných přeměn radioaktivních prvků.
| Izotop | Poločas přeměny | Přeměna  | Přeměna    |
| ------ | --------------- | -------- | ---------- |
| 238U   | 4,468×109 r     | α        | α          |
| 234Th  | 24,10 d         | β−       | β−         |
| 234mPa | 1,17 min        | β−       | β−         |
| 234U   | 2,455×105 r     | α        | α          |
| 230Th  | 7,538×104 r     | α        | α          |
| 226Ra  | 1600 r          | α        | α          |
| 222Rn  | 3,8235 d        | α        | α          |
| 218Po  | 3,10 min        | α        | α          |
| 214Pb  | 26,8 min        | β−       | β−         |
| 214Bi  | 19,9 min        | β−       | α (0,02 %) |
| 214Po  | 164,3×10−6 s    | α        | α (0,02 %) |
| 210Tl  | 1,30 min        | α        | β−         |
| 210Pb  | 22,20 r         | β−       | β−         |
| 210Bi  | 5,012 d         | β−       | β−         |
| 210Po  | 138,376 d       | α        | α          |
| 206Pb  | stabilní        | stabilní | stabilní   |